# Phlebotomus colabaensis
Phlebotomus colabaensis är en tvåvingeart som beskrevs av Young och Chalam 1927. Phlebotomus colabaensis ingår i släktet Phlebotomus och familjen fjärilsmyggor. Inga underarter finns listade i Catalogue of Life.